# زليخة ريفيرا
وإسمها الكامل زُليخة خيريز ريفيرا ميندوزا (بالإسبانية: Zuleyka Jerrís Rivera Mendoza)‏ وهي ملكة جمال بورتوريكية وملكة جمال بورتوريكو لسنة 2006 وملكة جمال الكون لنفس السنة في المسابقة التي اقميت في لوس أنجلوس في الولايات المتحدة، ولدت زوليكا في 3 أكتوبر 1987 في مدينة كايي في بورتوريكو. وهي حاليا تمثل في المسلسلات المكسيكية.

## روابط خارجية
- زليخة ريفيرا على موقع IMDb (الإنجليزية)
- زليخة ريفيرا على موقع قاعدة بيانات الفيلم (الإنجليزية)